# 若葉美花子
若葉 美花子（わかば みかこ、1995年12月13日 - ）は、日本の女優。本名、最上 美花子（もがみ みかこ）。
東京都出身。大衆演劇の若葉五兄弟の一人。

## 人物
- 身長：147cm
- 2000年に舞台デビュー。

### 兄弟
- 兄・若葉紫
- 兄・若葉市之丞
- 兄・若葉竜也
- 兄・若葉克実

## 出演

### 舞台
- 若葉劇団・チビ玉三兄弟全公演